# 한국회계학회
사단법인 한국회계학회(Korean Accounting Association, KAA)는 회계학의 연구 및 교육의 발전과 회계학도의 건전한 연구활동 및 회원의 일반적 이익과 상호친목을 도모하는 목적으로 1973년에 설립된 학술단체이다. 사무실은 서울특별시 마포구 백범로 199 메트로디오빌 911호에 있다. 연구활동 지원 및 조성, 학술지 및 연구간행물의 발행, 국내외 관련 단체와의 교류 등을 활동하고 있다. 학술지 《회계학연구》를 발간하고 있다.

## 주요 사업
- 연구활동 지원 및 조성
- 연구결과의 발표 및 토론회의 개최
- 학술지 및 연구간행물의 발간
- 회계학 연구자료의 교환 및 보급
- 국내외 관련 단체와의 공동사업 및 연결
- 기타 본회의 목적달성에 필요한 사업

## 임원진
- 회장
- 차기회장
- 특별위원회-50주년기념위원회
- 하계국제학회 조직위원장
- 하계국제학회 조직부위원장
- 부회장
  - 회계학연구회
  - 대외협력
  - 기획
  - 정책
  - 국제협력
  - 회계선진화포럼
  - 언론홍보
  - 연구
  - 교육
  - ESG
  - 학회협력
  - 회계공공성
  - 공공기관
  - 회계학 발전회
  - 연구윤리
  - 중소기업
  - 회계실무
  - 산학협력
  - 지역협력
- 감사
- 회계학연구 편집위원장
- 회계저널 편집위원장
- 관리회계위원장
- 세무회계위원장
- 다양성위원장
- 재무회계위원장
- 정부회계위원장
- 회계감사위원장
- 회계교육위원장
- 평생교육위원장
- 미래교육위원장
- 회계사례위원장
- 학술데이터위원장
- 학술연구자료위원장
- 해외학술교류위원장
- 지역위원장
- Digital Accounting 위원장
- 자본시장위원장
- 공정거래위원장
- 가상자산위원장
- 회원관리위원장
- 보험회계위원장
- 의료회계위원장
- 회계제도위원장
- 회계공공성위원장
- 공기업위원장
- 공정가치회계위원장
- 기획이사
- 총무이사
- 재무이사
- 연구이사
- 홍보이사
- 학술이사
- 교육이사

## 학술지
- 《회계학연구》- [1]